# Ruskov
Ruskov (in ungherese Regeteruszka) è un comune della Slovacchia facente parte del distretto di Košice-okolie, nella regione di Košice.